# Kliment Vorosjilov
Kliment Jefremovitj Vorosjilov (ryska Климе́нт Ефре́мович Вороши́лов), född 4 februari (23 januari enl. gamla stilen) 1881, död 2 december 1969, var en sovjetisk politiker och militär.

## Biografi

### Den tidiga politiska karriären

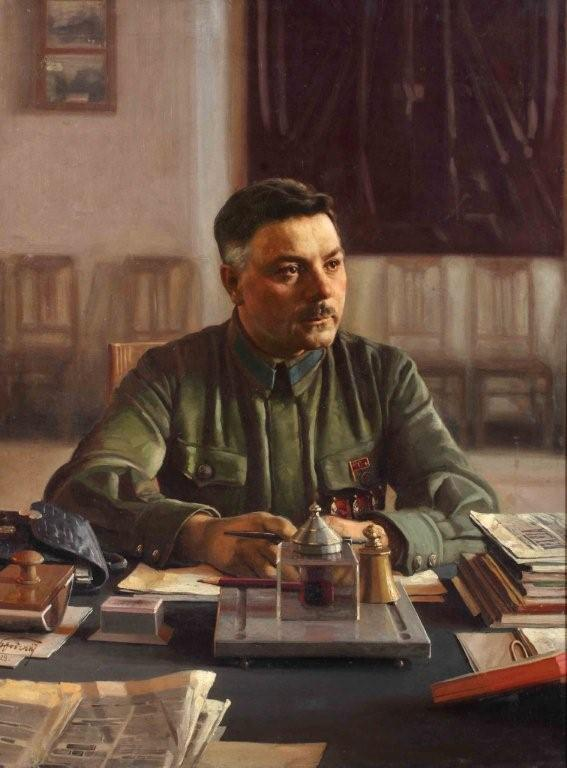
Kliment Vorosjilov, porträtt av Isaak Brodskij, 1929.

Vorosjilov föddes nära Jekaterinoslav, dagens Dnepropetrovsk, i guvernementet Jekaterinoslav, som då var en del av det ryska kejsardömet. Han blev 1903 medlem i bolsjevikpartiet. På grund av oktoberrevolutionen blev han ledamot av den provisoriska ukrainska regeringen och hade posten som kommissarie för inrikesärenden. Medan man organiserade försvaret av Tsaritsyn blev han nära bekant med Josef Stalin.
Vorosjilov invaldes i centralkommittén 1921 där han satt kvar till 1961. 1926 invaldes han som fullvärdig medlem av politbyrån och utsågs till folkkomissarie för militär- och marinärenden, från 1934 omdöpt till folkkommissarie för försvaret (motsvarande försvarsminister) och han utnämndes till marskalk av Sovjetunionen 1935. Någon militär utbildning hade han inte och fick aldrig några direkt operativa uppdrag av Stalin efter fiaskot i Vinterkriget mot Finland 1939. Han var starkt inblandad i Stalins utrensningar under 1930-talet, bland annat mot sina marskalkkollegor.

### Andra världskriget
Vorosjilov fick ta sin del av ansvaret för Röda arméns dåliga prestation i vinterkriget mot Finland och 7 maj 1940 ersattes han av Semjon Timosjenko som folkkommissarie för försvaret. Efter den tyska invasionen i Sovjetunionen 1941 - Operation Barbarossa – utsågs Vorosjilov till befälhavare för de sovjetiska styrkorna i nordväst och trots att han visade stort personligt mod bl.a. vid ett motanfall mot tyska stridsvagnar avskedades han från sin befattning eftersom han misslyckades att hindra de tyska styrkorna från att omringa Leningrad. Som en av Stalins närmast förtrogna slapp han emellertid den förnedring, som drabbade andra besegrade befälhavare under krigets inledande strider.

### Under Kalla kriget
Under perioden 1945-47 ledde Vorosjilov etablerandet av den kommunistiska regimen i Ungern. 1952 utnämndes han till medlem av Högsta sovjets presidium. Vid Stalins död 1953 gjordes stora förändringar i unionens politiska ledning och Vorosjilov blev ordförande i Högsta sovjets presidium (i praktiken lika med unionens president), Nikita Chrusjtjov blev kommunistpartiets generalsekreterare och Georgij Malenkov fick posten som premiärminister.
7 maj 1960 beviljades Vorosjilovs ”begäran om entledigande” från posten som president för Högsta Sovjets presidium och Leonid Brezjnev utsågs till hans efterträdare. 16 juli samma år blev han ”befriad” från sitt uppdrag som medlem i partistyrelsen (tidigare politbyrån) och i oktober var hans politiska nederlag ett faktum då den 22:a partikongressen uteslöt honom från val till centralkommittén. Efter Chrusjtjovs fall återinsatte Brezjnev honom som medlem i centralkommittén 1966 och han tilldelades en andra utmärkelse som Sovjetunionens hjälte 1968.

## Pensionering
Efter att Chrusjtjov rensat ut de flesta gamla stalinisterna från partiet, såsom Molotov och Malenkov, började även Vorosjilovs karriär att falna. Den 7 maj 1960 beviljade Högsta sovjet (Sovjetunionens riksdag) honom den pensionering han ansökt om. Hans medlemskap i Partipresidiet (som Politbyrån kallats sedan 1952) avslutades den 16 juli 1960. Hans politiska karriär syntes vara definitivt över i oktober 1961 då han på partiets 22:a kongress uteslöts från val till centralkommittén. Då Brezjnev tagit över den högsta ledningen i partiet fick han dock åter politiska uppdrag, vilket slutade med att han 1966 återvaldes till centralkommittén. Han fick också en andra medalj som Sovjetunionens hjälte 1968. Året därpå gick han bort i Moskva, och begravdes på begravningsplatsen i Kremlmuren.

## Kuriosa
- Stridsvagnarna KV-1, KV-2 och KV-85 som användes i andra världskriget fick sina namn efter Kliment Vorosjilov.
- Den nuvarande ukrainska staden Luhansk (ryska: Lugansk) benämndes under sovjettiden 1970-1990 Vorosjilovgrad och den nuvarande staden Ussurijsk i östligaste Ryssland hade en period namnet Vorosjilov.

## Utmärkelser
- Röda fanans orden,  26 februari 1919
- Röda fanans orden,  april 1921
- Röda fanans orden,  2 december 1925
- Röda fanans orden,  22 februari 1930
- Leninorden,  23 februari 1935
- Tuvas republikorden,  28 oktober 1937
- Jubileumsmedaljen "20 år med arbetarnas och böndernas röda armé",  22 februari 1938
- Leninorden,  22 februari 1938
- Leninorden,  3 februari 1941
- Suvorovorden, första klass,  22 februari 1944
- Röda fanans orden,  3 november 1944
- Leninorden,  21 februari 1945
- Medalj till minne av Moskvas 800-årsjubileum,  21 september 1947
- Jubileumsmedalj "30 år för sovjetiska armén och flottan",  22 februari 1948
- Röda fanans orden,  24 juni 1948
- Leninorden,  3 februari 1951
- Storkorset med kedja av Finlands Vita Ros orden,  15 september 1955[9]
- Sovjetunionens hjälte,  3 februari 1956
- Guldstjärnemedalj,  3 februari 1956
- Leninorden,  3 februari 1956
- Medaljen till minne av Leningrads 250-årsjubileum,  1957
- Folkrepubliken Mongoliets hjälte,  29 maj 1957
- Jubileumsmedalj "40 år för Sovjetunionens väpnade styrkor",  17 februari 1958
- ”Hammare och skära”-guldmedaljen,  7 maj 1960
- Socialistiska arbetets hjälte,  7 maj 1960
- Leninorden,  3 februari 1961
- Jubileumsmedalj ”20-årsdagen för segern i det Stora Fäderneslandkriget 1941-1945”,  1965
- Leninorden,  22 februari 1968
- Sovjetunionens hjälte,  22 februari 1968
- Guldstjärnemedalj,  22 februari 1968
- Drottningen av Sabas orden
- Ungerska folkrepublikens hedersorden
- Revolutionärt hedersvapen
- Kambodjas kungliga orden
- Hedersvapen vid Sovjetunionens statsvapen i guld
- Jubileumsmedalj ”50-årsjubileum för Sovjetunionens väpnade styrkor”
- Medaljen "För segern över Japan" (Mongoliet)
- Röda fanans orden (Mongoliska folkrepubliken)
- Medalj ”För segern över Tyskland i det Stora Fäderneslandskriget 1941-1945”
- Polstjärnans orden
- För försvaret av Kaukasus
- Süchbaatarorden
- För försvaret av Moskva
- För försvaret av Leningrad

[Redigera Wikidata]